# Trójkąt Buchacza
Trójkąt Buchacza – potoczna nazwa jednej z największych afer III Rzeczypospolitej, która pozostaje niewyjaśniona. W latach 1994–1995 w wyniku działalności związanych z PSL ministrów w rządach Waldemara Pawlaka, Józefa Oleksego i Włodzimierza Cimoszewicza Skarb Państwa utracił kontrolę nad majątkiem, którego wartość szacuje się (według wyceny z różnych lat) na 500–800 mln zł.
Według ustaleń kontroli NIK przeprowadzonej w latach 1998–1999 na wniosek premiera Jerzego Buzka w Polskim Funduszu Gwarancyjnym (PFG) SA (wcześniejsza nazwa – Agencja Rozwoju Gospodarczego – ARG SA), Międzynarodowej Korporacji Gwarancyjnej (MKG) Sp. z o.o. (wcześniejsza nazwa Polska Korporacja Eksportowa Sp. z o.o.) i Chemii Polskiej Sp. z o.o., najpierw Lesław Podkański (PSL), a następnie były minister ds. współpracy gospodarczej z zagranicą Jacek Buchacz (PSL) w latach 1994–1995 wnieśli do trzech spółek majątek o łącznej wartości 545 mln zł (wycena z czasu wnoszenia majątku do spółek). Majątek stanowiły akcje central handlu zagranicznego (Animex SA, Agros Holding SA, Bank Rozwoju Eksportu SA, Elektrim SA, Universal SA, Unitra SA), których wartość według oszacowania NIK w 1999 wynosiła ponad 800 mln zł. Jak stwierdziła NIK, PFG udzielał firmom eksportującym na Wschód poręczeń bez analizy ich wypłacalności. W efekcie poręczano kredyty firmom w kiepskiej sytuacji finansowej.
4 września 1996 stanowisko ministra stracił Jacek Buchacz, którego na wniosek premiera Włodzimierza Cimoszewicza zdymisjonował Aleksander Kwaśniewski. Kiedy rząd Cimoszewicza podjął decyzję o likwidacji spółek, dokonał wymiany członków zarządów i rad nadzorczych spółek powołanych przez Lesława Podkańskiego i Jacka Buchacza. Układ trzech firm (MKG, PFG, Chemia Polska) będących nawzajem swoimi właścicielami media nazwały „trójkątem Buchacza”.
Rządowi Jerzego Buzka nie udało się zlikwidować „trójkąta”. Dopiero w 2002 r., po znacznym ubytku wartości spółek i z uwagi na ambicje polityczne i gospodarcze Ludwika Klinkosza Skarb Państwa w wyniku porozumienia zawartego pomiędzy ówczesnym prezesem Chemii Polskiej Ludwikiem Klinkoszem, a ministrem skarbu Wiesławem Kaczmarkiem odzyskał kontrolę nad spółkami z tzw. „trójkąta Buchacza”. W wyniku porozumienia Ludwik Klinkosz został prezesem Ciechu, a spółka ta według planów miała wchłonąć majątek Chemii Polskiej. Do operacji nigdy jednak nie doszło, gdyż okazało się, że do majątku spółek z tzw. „trójkąta Buchacza” roszczenia z weksli z rzekomego wystawienia zarządów spółek z czasów ich powstania zgłaszają różne podmioty, których działalność wiąże nazwisko Piotra Bykowskiego, uważanego za autora koncepcji „trójkąta”, znanego poznańskiego biznesmena oskarżonego o doprowadzenie do upadku Banku Staropolskiego, byłego doradcę premiera Waldemara Pawlaka.
Obecnie istnieją i prowadzą działalność dwie spółki z tzw. „trójkąta Buchacza”, tj. Chemia Polska i Międzynarodowa Korporacja Gwarancyjna (zlikwidowany w 2004 Polski Fundusz Gwarancyjny został wchłonięty przez MKG). Spółki znajdują się pod kontrolą Skarbu Państwa, jednak ich majątek zagrożony jest w wyniku roszczeń z weksli, które zgłaszają różne podmioty, w tym m.in. fundusz pożyczkowy „Karbona”, którego prezesem zarządu był Waldemar Pawlak.
Od 2004 w Prokuraturze Okręgowej w Warszawie toczy się postępowanie karne, dotyczące m.in. podejrzenia sfałszowania ww. weksli. W grudniu 2007 roku, po nominacji na ministra sprawiedliwości Zbigniewa Ćwiąkalskiego, prokurator prowadzący śledztwo w sprawie „Trójkąta Buchacza” został od niego odsunięty. Jednocześnie okazało się, że Zbigniew Ćwiąkalski przed objęciem stanowiska ministra, jako adwokat był pełnomocnikiem spółek, które dochodzą praw z weksli z rzekomego wystawienia spółek Skarbu Państwa.
Według kolejnego raportu NIK, do którego media dotarły w sierpniu 2008, majątek spółek z „trójkąta Buchacza”, mimo odzyskania nad nim kontroli przez Skarb Państwa, nadal topnieje i warty jest niewiele ponad 200 mln zł.